# Marie-Luise Cavallar von Grabensprung
Marie-Luise (Marianne) Cavallar von Grabensprung (*  22. April 1889 bei Wien, Österreich-Ungarn; † 20. Dezember 1977 ebenda, Österreich) war eine österreichische Rezitatorin, Schriftstellerin, Schauspielerin, Professorin, Journalistin, Lehrerin am Konservatorium und Präsidentin des Vereins der Schriftstellerinnen und Künstlerinnen.

## Biografie

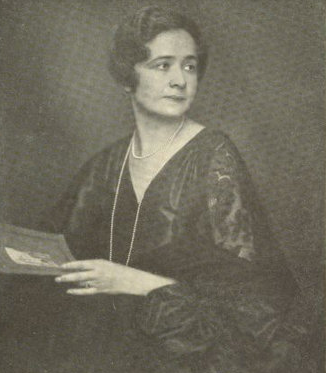
Marianne von Cavallar bei einer Rezitation in Radio Wien (1931)

Marie-Luise Cavallar von Grabensprung, geborene Schönberger, war eine vielseitige und wichtige Persönlichkeit im Wiener und Brünner Kulturbetrieb, die vor allem in den 1930er-Jahren sowie Ende der 1940er- bis in die 1960er-Jahre Teil eines Netzwerks von künstlerisch tätigen Frauen war, die zu jener Zeit durchaus als prominent galten, heute aber fast vollständig in Vergessenheit geraten sind.
Von Cavallar spielte vielfältige Rollen im Wiener Kulturbetrieb. Sie war zunächst als Schauspielerin, dann als Schauspiellehrerin und Rezitatorin erfolgreich. Der Öffentlichkeit war sie darüber hinaus als Rundfunksprecherin (u. a. bei der RAVAG, dem Sender Rot-Weiß-Rot und der Sendergruppe West) sowie als Journalistin und Verfasserin von Radiobeiträgen ein Begriff. Sie lehrte am Konservatorium für Musik und dramatische Kunst in Wien, unterrichtete unter anderen Sprech- und Vortragskunst und verfasste mehrere Schriften und Gedichte, wie beispielsweise „Was meine Sehnsucht sang“ (1916) oder „Kinderlieder“ (1950–1951). Ihre Tätigkeit als Rezitatorin übte sie vorwiegend in Konzerten und Radiosendungen aus. Marianne von Cavallar verfasste ebenso unzählige Porträts, Essays, Hörspiele und Kurzgeschichten.
Ihr Werdegang startete in der Reichshaupt- und Residenzstadt: Marie-Luise Cavallar von Grabensprung wuchs in einem evangelischen bürgerlichen Hause in Wien auf. Durch ihre österreichische Mutter und ihren ungarischen Vater war sie ein echtes Kind der damaligen Doppelmonarchie. Tradition und Kunst wurden angeblich in ihrer Familie groß geschrieben. Die Kunst empfing sie laut einem Gedenkartikel, auch im leidenschaftlichen gern besuchten Burgtheater auf der vierten Galerie. Der Wunsch Schauspielerin zu werden fügte sich nach einer erfolgreichen Talentprüfung durch den Hofschauspieler Ferdinand Gregori.
Ihre Laufbahn startete 1906/1907 am Stadttheater in Brünn. Es folgte ein Engagement am Wiener Raimundtheater für die Saison 1907/1908. Die darauffolgende Spielzeit feierte sie unter ihrem Pseudonym (Maria Strathen) Erfolge am Stadttheater Salzburg, u. a. als Klärchen in Johann Wolfgang von Goethes „Egmont“, als Luise in Schillers „Kabale und Liebe“, als Hedwig in Ibsens „Die Wildente“ oder als Julia in Shakespeares „Romeo und Julia“. Im Jahr 1909 fand zu ihren Gunsten eine Benefizvorstellung von Ernst von Wildenbruchs, „Die Rabensteinerin“, statt.
Während des Ersten Weltkriegs unterstützte sie ihren Vater und arbeitete als Krankenbetreuerin in einem in der Technischen Hochschule Wien untergebrachten Kriegshilfsspital. Ab 1919 wirkte sie als Lehrerin für Sprechtechnik am Lutwak-Patonay Konservatorium (heute: Prayner Konservatorium). Sie hielt ebenso „melodramatische Vorträge“ am Wiener Konzerthaus und im Musikverein.
Als langjährige Präsidentin des Vereins der Schriftstellerinnen und Künstlerinnen und Vizepräsidentin des Verbands der Geistig Schaffenden Österreichs organisierte sie unzählige (literarische) Veranstaltungen und nützte ihre Kontakte in der Wiener Kulturszene, um das künstlerische Schaffen von Frauen sichtbar zu machen und in den Mittelpunkt zu rücken. Werke von Schriftstellerinnen wie Käthe Braun-Prager und Hilda Bergmann oder Kompositionen von Hedwig Frank-Autherid fanden sich immer wieder in den Programmen; wenn nicht von Cavallar selbst vorgetragen, so häufig von ihren Studierenden, die sie ebenso förderte.
Prominente Sänger und anderweitige Persönlichkeiten, wie André Heller, Cissy Kraner, Josef Kainz, Bert Fortell, Hanns Obonya, Lona Dubois, Rosemarie Isopp, Peter Fichna, Dieter O. Holzinger, Martha Wallner, Marianne Nentwich, Hilde Sochor oder Waltraut Haas, wurden von ihr unterrichtet. Sie soll weiters mit Hugo Edler von Hofmannsthal, Gertrud Herzog-Hauser, Sigmund Lautenburg, Hans Nüchtern, Eduard Ludwig und Ferdinand Gregori befreundet gewesen sein.
Sie war darüber hinaus Vorstandsmitglied des Schutzverbands der österreichischen Schriftsteller, Schriftführerin dem im Jahr 1938 aufgelösten Neuen Wiener Frauenklub sowie Mitglied der Grillparzer-Gesellschaft und des Bunds Österreichischer Frauenvereine.
Am 25. März 1935 trug Cavallar eine Rezitation zum 1932 verstorbenen Anton Wildgans bei einer Gedächtnisfeier zu seinem Ehren vor. Durch die Bekanntschaft mit dem früheren Direktor des Wiener Burgtheaters, bewegte sich Marie-Luise Cavallar in den höchsten Kreisen der damaligen bedeutenden Dichtern und Dramatikern.
In der Wiener Zeitung ist am 22. April 1959 anlässlich des 70. Geburtstags von Marianne Cavallar ein Artikel erschienen, in dem ihre bereits vierzigjährige Tätigkeit als Lehrkraft am Konservatorium für Musik und darstellende Kunst und zu diesem Zeitpunkt auch die Arbeit als Leiterin der Sprechklassen der Schauspiel- und Opernschule erwähnt wurde. Neben einer weiteren Erwähnung ihrer schauspielerischen Tätigkeit auf der Bühne mit namhaften Kollegen wie Aslan, Kainz, Tyrolt und Reimers, wurde auch ihr herausragendes Wirken als Lehrkraft seit 1919 hervorgehoben.
Marie-Luise von Cavallar starb 1977 im Alter von 88 Jahren und wurde am 30. Dezember 1977 im Wiener Matzleinsdorfer Friedhof begraben. Ein Teilnachlass befindet sich im Theatermuseum sowie einzelne Materialien wie Briefe in der Wienbibliothek im Rathaus und in der Österreichischen Nationalbibliothek.

### Familie
Sie war mit Ferdinand Cavallar von Grabensprung verheiratet. Die Ehe blieb kinderlos.

## Werke (Auswahl)

### Kurzgeschichten und Rundfunkbeiträge
Teilnachlass im Theatermuseum. Auswahl:
- Lady Hester Stanhope. Eine Frau ohne Furcht (1947)
- Österreichische Frauendichtung in der Emigration, Folge 1–2 (1947)
- Dichterin in der Fremde. K. Braun-Prager zum 60. Geburtstag (1948)
- Eine österreichische Schriftstellerin erlebt Amerika (1948)
- Die Dame im Turm. Archivarin – ein neuer Frauenberuf (1949)
- H. Bergmann. (Aus ihrem lyrischen Schaffen) (1949)

### Rezitationen
- Stift Klosterneuburg
- Salzburger Spaziergänge
- Schnurps
- Das rote Wichtelmännchen
- Raphael Donner
- Der Nordwind
- Wieviel es geschlagen hat
- Vom fröhlichen Jagen
- Eine Tasse Tee
- Herr Hofrat
- Der Spielmann Gottes
- Mona Lisa lächelt
- Der Spielzeugzwerg
- Als Gast in Windsor Castle
- Liesls Flugzeugtraum
- Spaziergang in Eton
- Gottes Fest. Die Visionen der Juliane von Lüttich
- Aus der Heimat der Maria Stuart[22][19][23]

## Auszeichnungen
- Ehrenmedaille des Roten Kreuzes für ihren Einsatz während des Ersten Weltkrieges[10]
- Verleihung des Professorentitels h.c. für ihre Leistungen und ihr Engagement, 1959.
- Österreichisches Ehrenkreuz für Wissenschaft und Kunst: Verleihung am 9. September 1972 und Übernahme am 15. Oktober 1972.
- Silbernes Verdienstzeichen des Landes Wien: Übernahme am 13. November 1970.[24]